# No Sleep 'til Hammersmith
| 전문가 평가                   | 전문가 평가 |
| 평가 점수                     | 평가 점수   |
| 출처                          | 점수        |
| ----------------------------- | ----------- |
| AllMusic                      | [ 2 ]       |
| Robert Christgau              | B+          |
| Encyclopedia of Popular Music | [ 4 ]       |
| Spin Alternative Record Guide | 10/10       |

《No Sleep' till Hammersmith》는 1981년 6월 22일, 브론즈 레코드를 통해 발매된 영국의 헤비 메탈 밴드 모터헤드의 첫 번째 라이브 음반이다. 이 곡은 영국 음반 차트에서 1위를 차지했다. 7월 11일, 싱글 〈Motorhead〉 (비음반 트랙 〈Over the Top〉을 수록)가 발매되었고, 영국 싱글 차트에서 6위를 기록했다.

## 배경
3장의 음반을 발매하고 5년 동안 투어를 한 후, 모터헤드의 1980년 음반 《Ace of Spades》(미국에서 발매되는 그들의 첫 LP)는 이 밴드에 큰 성공을 맛보게 했다. 그러나 드러머 필 테일러가 다큐멘터리 영화 《The Guts and the Glory》에서 언급했듯이 다음과 같다.
| “ | 우리가 유명해질수록, 우리는 항상 일을 하고 있었고, 그리고 우리는 돈을 본 적이 없는 것처럼 보였어요... 바가지 쓴다는 걸 알 수 있는 방법이죠. 개처럼 일하면서 쉴 틈도 거의 없거든요. 왜냐면 시간이 좀 있으면 생각나기 시작하니까요. | ” |

1981년 2월, 밴드는 걸스쿨과 공동 녹음한 《St. Valentine's Day》 EP를 발매했고, 3월에는 《No Sleep 'til Hammersmith》의 곡들을 도태시키는 "Short Sharp Pain in the Neck"라는 영국 순항 투어를 떠났다.

## 녹음
오리지널 《No Sleep 'til Hammersmith》 음반에는 데뷔 음반에 수록된 두 곡, 1979년 타이틀곡 《Bomber》에 수록된 두 곡, 1979년 《Overkill》에 수록된 다섯 곡, 그리고 《Ace of Spades》에 수록된 세 곡이 수록되어 있다. 곡 〈Motorhead〉는 싱글로 발매되어 영국 차트에서 6위에 오르며 현재까지 밴드의 가장 큰 히트곡이 되었다. 1980년 공연의 〈Iron Horse/Born to Lose〉를 제외하면 《No Sleep 'till Hammersmith》는 리즈와 뉴캐슬에서 Short Sharp Pain in the Neck 투어 동안 녹음되었다. 투어의 이름은 테일러가 공연 후 말장난 도중 머리를 부딪혀 입은 부상을 가리키는 것이다.

## 제목 참조
이 밴드의 세 번째 라이브 음반인 《Nö Sleep at All》의 제목은 이 음반의 제목과 관련이 있다.
이 음반의 타이틀은 비스티 보이즈가 그들의 음반 《Licensed to Ill》의 수록곡 〈No Sleep till Brooklyn〉에서 언급하기도 했다.

## 곡 목록
모든 곡들은 특별한 언급이 없는 한 레미 킬미스터, 에디 클라크 그리고 필 테일러에 의해 작사/작곡하였다.
| #  | 제목                        | 작사·작곡                      | 재생 시간 |
| -- | --------------------------- | ------------------------------ | --------- |
| 1. | 〈Ace of Spades〉           |                                | 3:01      |
| 2. | 〈Stay Clean〉              |                                | 2:50      |
| 3. | 〈Metropolis〉              |                                | 3:31      |
| 4. | 〈The Hammer〉              |                                | 3:05      |
| 5. | 〈Iron Horse/Born to Lose〉 | 테일러, 믹 브라운, 가이 로렌스 | 3:58      |
| 6. | 〈No Class〉                |                                | 2:34      |

| #   | 제목                       | 작사·작곡 | 재생 시간 |
| --- | -------------------------- | --------- | --------- |
| 7.  | 〈Overkill〉               |           | 5:13      |
| 8.  | 〈(We Are) The Road Crew〉 |           | 3:31      |
| 9.  | 〈Capricorn〉              |           | 4:40      |
| 10. | 〈Bomber〉                 |           | 3:24      |
| 11. | 〈Motörhead〉              | 킬미스터  | 4:47      |

## 인증
| 국가                       | 인증 | 판매량/출하량 |
| -------------------------- | ---- | ------------- |
| 영국 (BPI)                 | 골드 | 100,000^      |
| ^출하량을 기반으로 한 인증 |      |               |